# Charles Cripps
Charles Alfred Cripps, 1er baron Parmoor, (3 octobre 1852 - 30 juin 1941) est un homme politique britannique qui est passé du Parti conservateur au Parti travailliste et est un fervent partisan de la Société des Nations et des causes de l'Église d'Angleterre.

## Famille et début de carrière
Cripps est le troisième fils d'Henry William Cripps, un riche avocat et Conseiller de la reine du Berkshire. Il fréquente le Winchester College et le New College d'Oxford, comme boursier. À la fin de ses études de premier cycle, il reçoit une bourse au St John's College d'Oxford, qu'il occupe pendant six ans.
Il est admis au barreau du Middle Temple en 1877 et exerce la profession d'avocat. En 1890, il devient Conseiller de la reine et en 1893 Bencher du Middle Temple. Il est nommé procureur général du prince de Galles en 1895, poste qu'il conserve jusqu'en 1914 sous deux autres princes, le futur George V en 1901 et le futur Edward VIII en 1910. Ses services personnels à la famille royale sont récompensés en 1908 avec un titre de chevalier dans l'ordre royal victorien.

## Parlement
Cripps prétend avoir été partisan du Parti libéral, mais par déférence pour son père conservateur inflexible, il refuse de s'impliquer dans la politique. Cependant, il se range du côté des unionistes sur la question de l'autonomie pour l'Irlande et est élu comme unioniste au Parlement pour Stroud en 1895. Il est membre de la Commission sur l'Afrique du Sud (enquêtant sur le Jameson Raid). Il perd son siège en 1900, mais est rapidement réélu lors d'une élection partielle en tant que député de Stretford.
En tant que fervent anglican de la Haute Église, Cripps est très actif dans les affaires ecclésiastiques et est nommé vicaire général de York en 1900 et de Canterbury en 1902. Il perd de nouveau son siège lors de la victoire écrasante des libéraux de 1906, mais est élu pour Wycombe (la circonscription où se trouve la maison familiale) en 1910. Il reçoit une pairie du gouvernement libéral en 1914 et prend le titre de baron Parmoor, de Frieth dans le comté de Buckingham, du domaine familial.
Au cours de la Première Guerre mondiale il dirige un comité déterminant la réparation des dommages causés par les raids aériens allemands. Bien qu'il ne soit pas juge, il est nommé au Conseil privé et à son comité judiciaire, et est parmi les membres de celui-ci lorsqu'il statue sur l'affaire The Zamora (1916) concernant les droits du propriétaire sur réquisition d'un cargo neutre, qu'il a ensuite examiné, en tant que membre de la commission judiciaire de la Chambre des lords sur l'appel du gouvernement concernant le droit d'un propriétaire à une indemnité pour la réquisition d'un hôtel à Londres, dans l'affaire AG c. De Keyser Royal Hotel Ltd (1920).

## Grande guerre
Il estime que son élévation à la pairie dans un rôle semi-judiciaire a supprimé toutes les affiliations politiques précédentes. La guerre a un effet profond sur les opinions politiques de Parmoor, car il considère la décision d'aller à la guerre comme un désastre. Il s'oppose à la conscription et sympathise avec les objecteurs de conscience, qui, selon lui, font l'objet de sanctions excessives. Au lendemain de la guerre, il devient très actif dans les causes internationales, créant le «Fight the Famine Council» qui a pour objectif secondaire la création d'une Société des Nations. L'organisation est non partisane, mais plusieurs syndicats et hauts responsables du Parti travailliste y participent. Lorsque l'Assemblée nationale de l'Église est créée en 1920 pour gouverner l'Église d'Angleterre, Parmoor est élu à la Chambre des laïcs et est devenu son premier président.

## Le parti travailliste
Parmoor approuve la déclaration sur la paix dans le manifeste électoral du Parti travailliste de 1923. Après l'élection, avec un gouvernement travailliste en perspective, il reçoit une lettre de Ramsay MacDonald l'invitant à le rejoindre. Parmoor écrit qu'il "devrait se réjouir de la formation d'un gouvernement travailliste sous votre direction". Il est nommé lord président du Conseil et co-Leader de la Chambre des lords avec le vicomte Haldane, avec la difficile tâche de piloter la législation gouvernementale dans une Chambre dans laquelle il a un soutien minimal. Bien que le gouvernement ait perdu pratiquement tous les votes, Parmoor réussit à persuader l'opposition qu'elle pourrait perdre tout soutien en détruisant l'ensemble du programme législatif. Macdonald, qui est son propre ministre des Affaires étrangères, choisit également Parmoor comme représentant britannique au Conseil de la Société des Nations et à son assemblée en septembre 1924.
Après la fin du gouvernement travailliste, Parmoor reste actif à la Chambre des Lords et, à la mort de Haldane en 1928, il est élu chef des pairs travaillistes. Il est de nouveau lord président du Conseil avec une responsabilité spéciale pour les affaires de la Société des Nations dans le deuxième gouvernement travailliste de 1929–1931, malgré son âge avancé de 76 ans lors de sa reconduction. Il reste avec le Parti travailliste lorsque MacDonald forme le gouvernement national en août 1931, désapprouvant les actions de MacDonald pour des motifs constitutionnels, mais démissionne de son poste de chef des pairs travaillistes lors de la dissolution du Parlement le 7 octobre.

## Famille
En 1881, Charles Cripps épouse Theresa Potter, fille du député radical et homme d'affaires Richard Potter (homme d'affaires) (en) et sœur de Beatrice Potter Webb, et Catherine Courtney (en), baronne Courtney de Penwith. Des quatre fils du mariage, les deux aînés, Alfred et Frederick, lui succèdent chacun à leur tour à la pairie, et le plus jeune, Stafford, devient une figure politique de premier plan dans les années 1930 et 1940. Theresa est décédée en 1893. En 1919, Lord Parmoor épouse Marian Ellis ; ils n'ont pas d'enfants. Lord Parmoor est décédé en juin 1941, à l'âge de 88 ans. Sa deuxième épouse est décédée en juillet 1952.